# Padina (Merošina)
Padina es un pueblo ubicado en la municipalidad de Merošina, en el distrito de Nišava, Serbia.

## Superficie
Posee una superficie de 6,821 kilómetros cuadrados.

## Demografía
Hasta 2011 la población era de 335 habitantes, con una densidad de población de 49,12 habitantes por kilómetro cuadrado.